# Iglesia de San Lorenzo (Toledo)
Los restos de la iglesia de San Lorenzo de la ciudad española de Toledo descansan sobre una primitiva mezquita musulmana, con planta en forma de cuadrilátero irregular. Un incendio destruyó, en 1936, el centro religioso, del que únicamente quedaron en pie la torre y los muros. 
El exterior de esta iglesia se presenta con un muro de cerramiento, realizado con aparejo toledano y ladrillo, y en él se conservan algunas zonas con restos de antiguo enfoscado con dibujos. Dicho muro está, en ocasiones, abierto por ventanas y óculos, de pequeñas dimensiones, que permiten iluminar el espacio interior. Conserva una portada tapiada, resto de una antigua entrada al templo, por la nave de la epístola. En la confluencia exterior del muro con la torre se conserva una ménsula con figura de ángel, que sostiene un escudo compuesto por dos cabezas de dragones, situados en los vértices, unidos desde la boca, por una barra. 
A los pies de la iglesia, y hasta el encuentro de la nave de la epístola con la torre, se sitúa el atrio, cerrado por techumbre de forja a la catalana, de vigas de madera, y cubierta, a dos y tres aguas, de teja árabe. Este atrio se conecta con el interior de la iglesia por arcos de medio punto. 
La torre-campanario, situada en la mitad de la nave de la epístola, está formada por tres cuerpos —dos inferiores mudéjares y un tercero barroco— separados por línea de imposta. Es de fábrica de mampostería y ladrillo, y presenta, en las cuatro caras del cuerpo superior, vanos formados por arcos de medio punto. 